# Список аэропортов Гуама
This is a list of airports in Guam (a U.S. territory), grouped by type and sorted by location. It contains all public-use and military airports in the state. Some private-use and former airports may be included where notable, such as airports which were previously public-use, those with commercial enplanements recorded by the FAA or airports assigned an IATA airport code.

## Список
Описание каждого столбца в разделе «Пояснения к таблице».
Аэропорты, чьи названия выделены жирным, обеспечивают регулярные коммерческие перевозки.
| Город | ФАА | ИАТА | ИКАО | Аэропорт                                              | Кат. | Пасс./год |
| ----- | --- | ---- | ---- | ----------------------------------------------------- | ---- | --------- |
|       |     |      |      | Важнейшие аэропорты (PR)                              |      |           |
| Agana | GUM | GUM  | PGUM | Guam International Airport (Antonio B. Won Pat Int’l) | PR   | 1 416 354 |
|       |     |      |      | Другие аэропорты военного назначения                  |      |           |
| Agana | UAM | UAM  | PGUA | Andersen Air Force Base                               |      | 1 490     |

## Пояснения к таблице
- CITY is the city generally associated with the airport.
- Код ФАА — код аэропорта, назначенный Федеральной администрацией по авиации.
- Код ИАТА — код аэропорта ИАТА. Если код ИАТА не совпадает с кодом ФАА данного аэропорта, то он выделен жирным.
- Код ИКАО — код аэропорта ИКАО.
- Аэропорт — официальное название аэропорта.
- ROLE is one of four FAA airport categories, based on the 2007-2011 National Plan of Integrated Airport Systems (NPIAS) Report and updated for calendar year 2006 enplanements:
  - PR: (Commercial Service — Primary) — аэропорт, имеющий коммерческий пассажиропоток более 10000 человек в год.
  - CS: (Commercial Service — Non-Primary) — аэропорт, имеющий коммерческий пассажиропоток не менее 2500 человек в год.
  - RL: (Reliever) — аэропорты авиации общего назначения, находящиеся в крупных городах. Имеют сходство с аэропортами категории GA. Помимо базирования частной авиации, аэропорты используются для того, чтобы разгрузить крупные аэропорты от небольших самолётов, осуществляющих коммерческие пассажирские перевозки.
  - GA: (General Aviation) — аэропорты авиации общего назначения. В аэропорту должны базироваться не менее 10 воздушных судов, но обслуживаться не более 2500 пассажиров в год. Это означает, что большинство воздушных судов принадлежат и используются частными лицами, и коммерческие перевозки либо отсутствуют, либо незначительны.
- ENPL. is the number of enplanements (commercial passenger boardings) that occurred at the airport in calendar year 2006, as per FAA records.